# Gobernación de Tozeur
La Gobernación de Tozeur, en árabe: ولاية توزر, Es una de las veinticuatro gobernaciones que componen la división política principal de la República Tunecina. Se localiza al oeste de Túnez y su ciudad capital es la ciudad de Tozeur. Comparte fronteras internacionales con la República Argelina Democrática y Popular.

## Delegaciones con población en abril de 2014
- Degache 28,543
- Hazoua 4,700
- Nefta 21,731
- Tameghza 6,516
- Tozeur 46,422

## Territorio y capital
Su territorio se extiende sobre una superficie de unos 4.719 kilómetros cuadrados, éstos se encuentran habitados por 107.912 personas (cifras del censo realizado en el año 2014).Por ende, la densidad poblacional de la Gobernación de Tozeur es de 21,06 habitantes por cada kilómetro cuadrado.
- Datos: Q388059
- Multimedia: Tozeur Governorate / Q388059